# Hull (Illinois)
Hull és una població dels Estats Units a l'estat d'Illinois. Segons el cens del 2000 tenia 474 habitants.

## Demografia
Segons el cens del 2000, Hull tenia 474 habitants, 192 habitatges, i 130 famílies. La densitat de població era de 99,5 habitants/km².
Dels 192 habitatges en un 29,7% hi vivien nens de menys de 18 anys, en un 55,7% hi vivien parelles casades, en un 10,4% dones solteres, i en un 31,8% no eren unitats familiars. En el 28,6% dels habitatges hi vivien persones soles el 12% de les quals corresponia a persones de 65 anys o més que vivien soles. El nombre mitjà de persones vivint en cada habitatge era de 2,47 i el nombre mitjà de persones que vivien en cada família era de 3,05.
Per edats la població es repartia de la següent manera: un 24,9% tenia menys de 18 anys, un 8,9% entre 18 i 24, un 28,1% entre 25 i 44, un 21,5% de 45 a 60 i un 16,7% 65 anys o més.
L'edat mediana era de 37 anys. Per cada 100 dones de 18 o més anys hi havia 95,6 homes.
La renda mediana per habitatge era de 28.281 $ i la renda mediana per família de 34.464 $. Els homes tenien una renda mediana de 27.375 $ mentre que les dones 18.906 $. La renda per capita de la població era de 13.821 $. Aproximadament el 15,6% de les famílies i el 16,4% de la població estaven per davall del llindar de pobresa.

## Poblacions més properes
El següent diagrama mostra les poblacions més properes.